# شبيبة تيارت
شبيبة تيارت نادي كرة قدم جزائري يعتبر من اعرق اندية الغرب الجزائري تأسس في 7 أبريل سنة 1943 بمدينة تيارت. يلعب في ملعب قايد أحمد . ألوان الفريق الأزرق والأبيض له شعبية هائلة في ولاية تيارت ومعظم الولايات الغربية يسمى جمهوره بالحباش 

## تاريخ النادي

### التاسيس
يعتبر من بين أعرق الأندية على المستوى الوطني عموما والجهة الغربية خصوصا إذ يعود تاريخ تأسيسه إلى سنة 1943 إبان الاحتلال الفرنسي وكان يضم عددا من الفرنسيين وكانت ألوان الفريق في البداية بالأخضر والأبيض قبل أن يتم تغييرها إلى الأزرق والأبيض بعد تدخل السلطات الفرنسية وقد عانى لاعبو الشبيبة من بطش الاستعمار حيث تعرض أغلبهم إلى الاعتقال والتجنيد الإجباري إلا أن ذلك لم يزد الفريق إلا عزما على المضي قدما والدفاع عن الوطن ولو بطريقتهم الخاصة وكان يضم الاخوة (اسكندر يزيد، مجيد، حميد، محمد )

### نجوم في ذاكرة الزرقاء
كان المنتخب في البداية يضم الاخوة (اسكندر يزيد، مجيد، حميد، محمد ) ، بلجيلالي العربي، سيكس، طيبي، زلاسي، حبيب، مهني عبد القادر، كيتوم ولاعبون آخرون واصلوا اللعب بالرغم من صعوبة الظروف حيث كانوا لا يملكون حتى بذلات رياضية أو كرة يتدربون بها وكانوا يتنقلون مشيا على الأقدام لإجراء المباريات. وبعد الاستقلال واصل الفريق مسيرته التي كانت نتائجه فيها متذبذبة من فترة لأخرى وقضى الفريق معظم المواسم بين الصعود والنزول من وإلى القسم الأول إلى غاية سقوطه نهائيا في بداية التسعينيات وعدم قدرته على العودة إلى الواجهة الكروية بل تقهقر الفريق إلى أدنى مستوياته .

### الوصول إلى ربع النهائي في مغامرة الكأس
لم يحقق الفريق أي لقب في بطولة أو كأس جمهورية فقد اكتفى باللعب على البقاء في معظم الحالات بين الصعود والنزول من وإلى القسم الوطني الأول والقسم الثاني ولهذا بقيت خزانة الفريق خالية من التتويجات والألقاب، كما أن الشبيبة لم تحقق نتائج كبيرة في السيدة الكأس وأفضل نتيجة كانت الوصول إلى الدور ربع النهائي سنة 1983 بقيادة المدرب محمد بريك وموسم 1986 حيث أقصيت الشبيبة على يد فريق مولودية وهران بملعب 24 فبراير بسيدي بلعباس وآخر أفضل نتيجة كذلك كانت الوصول إلى الربع النهائي وأُقصي الفريق على يد اتحاد عين البيضاء عام 1998 حيث انهزم الفريق ذهابا بـ 4 أهداف مقابل 3 وتعادل في مباراة الإياب بهدفين وكان أحمد بن عمار يشرف على الفريق آنذاك ومنذ ذلك الحين لم يتخطى الشبيبة دور الـ 16 من كأس الجمهورية حتى سنة 2013 حين وصل إلى الدوري الثمانية وأقصى كل من مولودية العلمة في الدوري 32 و أولمبي المدية في دوري 16 و اقصي من دوري الثمانية على يد اتحاد الحجوط في ملعب هذا الاخير بصعوبة .

### سياسة المصعد في كل موسم
تجربة الفريق في القسم الوطني الأول لم تكن ناجحة في اغلب الأحيان حيث كان الفريق يلعب في كل مرة من أجل البقاء ويمكن تتبع مسيرة نتائج الفريق كرونولوجيا كما يلي
- موسم 1971/1972الفريق يحقق الصعود إلى القسم الوطني الأول تحت قيادة المدرب الأسطورة السعيد عمارة
- 1973 / 1974 الفريق ينزل إلى القسم الثاني بعد تجربة قصيرة وسط الكبار.
- 1983 / 1984المدرب محمد بريك”بانيس”يساهم في عودة الفريق إلى القسم الوطني الأول.
- 1985 / 1986 الطاهر بن فرحات يهدي الحباش صعودا تاريخيا وهذه الفترة عرفت تألق الشبيبة ما جعلها قبلة لعدة لاعبين على غرار موسى صايب، ايراتشي، بلحسن المدعو”تشيبالو”، مفتاح شعبان، نايت يحيى، الحارس بوسة، شرفاوي واللاعب بوهني الذين شرفوا الكرة التيارتية ورفعوا ألوان الفريق عاليا.
- 90 / 91 الفريق يودع القسم الأول إلى الابد حيث لم تعد الشبيبة تلعب فيه منذ ذلك الحين لتبدأ مشاكل الفريق بالنزول إلى الأقسام الدنيا.

تعاقب عدة مدربين من داخل وخارج الجزائر على تدريب الفريق وتولى ادارته الفنية العديد منهم على سبيل المثال المدرب الاوروغواياني “اوندرادا”الذي قدم خدمات جليلة للفريق خاصة بعد الاستقلال وفي بداية الستينات، كما تولى أمور الفريق السعيد عمارة الذي كان لاعبا ومدربا في نفس الوقت، والمدرب ستيفانوفيتش الذي اشرف على الفريق في موسم 75/76،ومن المدربين الأجانب هناك البلغاري غيلوف، والمدرب الأسباني غونزاليس، أما المدربان المحليان فنجد المدرب عبد الحميد زوبا في موسم 83/84،حميد اسكندر، الطاهر بن فرحات، بن عيسى بريك، محمد بريك، سويدي بن عيسى، أحمد بن عمار، عدة مايدي، كمال ايت سعيد ورغم ثقل الأسماء التي اشرفت على الفريق الا انه لم يحقق نتائج كبيرة خاصة بعد سقوط الفريق في بداية التسعينات.

## رؤساء النادي
الرؤساء الشرفيون هم قايد أحمد ولهبيري، قايد أحمد، زيتوني، رشيد نعاكو شاذلي محمد والطاهر بومدين بلحوسين واحمد فغولي

## جماهير النادي
لكل فريق قاعدة جماهيرية تساهم في دعمه ماديا ومعنويا ونظرا لعراقة فريق الشبيبة فان شهرتها تعدت حدود الولاية لتتجاوزها إلى مختلف الولايات المجاورة حيث كان الأنصار يتوافدون من كل مكان للتمتع بمهارات لاعبي الشبيبة خاصة في عهد الجيل الذهبي في الثمانينات بقيادة الطاهر بن فرحات ونظرا لكثرة أنصار الشبيبة أطلق عليهم لقب الحباش الذي صال وجال في كل ملاعب الجمهورية .
ويعد ملعب ايت عبد الرحيم الواقع في حي بوهني بوسط المدينة من أقدم ملاعب كرة القدم بولاية تيارت حيث كان مسرحا لعدة لقاءات تاريخية جمعت الشبيبة بفرق عريقة وأُوعيد تهيئة الملعب بالعشب الاصطناعي وافتتاحه امام اندية الولاية بما فيها الشبيبة واصبحت قدرة استعابه 10000 متفرج ، أما ثاني مسرح لمباريات الشبيبة فهو ملعب قايد أحمد المعشوشب طبيعيا والذي تم تدشينه عام 1987 ويتسع لأكثر من 40 ألف متفرج.كما تعتبر الترا كافالي بلو الفصيل المشجع للشبيبة والتي تاسست في 2012 وهي من أهم المجموعات المشجعة للشبيبة لما تقدمه من فرجة ومتعة في المدرجات .

## مواضيع ذات صلة
- كرة القدم في الجزائر
- الاتحادية الجزائرية لكرة القدم
- كأس الجمهورية الجزائرية لكرة القدم
- كأس الرابطة الوطنية الجزائرية لكرة القدم
- كأس السوبر الجزائري

## وصلات خارجية
- موقع الاتحاد الجزائري لكرة القدم
- الرابطة الجزائرية المحترفة الأولى، والثانية، لكرة القدم
- للرابطة الجهوية لكرة القدم لقسنطينة
- الرابطة الوطنية الجزائرية لكرة القدم هواة
- الرابطة ما بين الجهات لكرة القدم